# Lewis M. Branscomb
Lewis McAdory Branscomb (* 17. August 1926 in Asheville, North Carolina; † 31. Mai 2023 in Redwood City, Kalifornien) war ein US-amerikanischer Physiker, Wissenschaftspolitiker und Industriemanager.

## Leben und Wirken
Nach seinem Wehrdienst im Zweiten Weltkrieg bei der United States Naval Reserve auf den Philippinen schloss Branscomb 1945 sein Studium der Physik an der Duke University mit dem Bachelor-Grad ab. Anschließend ging er an die Harvard University, wo er 1949 mit einer experimentellen Arbeit zur Molekülphysik promoviert wurde. 1951 wechselte er an das National Bureau of Standards (NBS). Er arbeitete auch dort auf dem Gebiet der Molekülphysik, speziell zur Anwendung der Molekularstrahl-Methode bei der Untersuchung der Struktur und der Spektren atomarer und molekularer negativer Ionen. Bis 1972 war am NBS zunehmend in leitenden Positionen tätig. So war er der erste Vorsitzende des Joint Institute for Laboratory Astrophysics (JILA) in Boulder, Colorado, das vom NSB und der University of Colorado gegründet wurde. 1969 wurde er vom US-Präsidenten Richard Nixon zum Leiter (Director) des NBS ernannt. Diese Funktion hatte er bis 1972. Er ging 1972 als leitender Wissenschaftler und Vizepräsident zur IBM Corporation und wurde später Mitglied des IBM Corporate Management Board. Von 1980 bis 1984 war er gewählter Vorsitzender des National Science Board. Neben diesen Funktionen war er in einer Vielzahl von Gremien und Behörden tätig, die im Auftrag der US-Regierung arbeiteten, sowie bis in die 1990er Jahre in Vorständen mehrerer industrieller Unternehmen.
1986 ging er an die John F. Kennedy School of Government der Harvard University, wo er Professor für Public Policy and Corporate Management wurde. Bis Juli 1996 leitete er das Forschungsprogramm für Science, Technology and Public Policy des Belfer Center for Science and International Affairs der John F. Kennedy School. Er publizierte eine Vielzahl von Büchern und Aufsätzen zur Wissenschafts- und Technologiepolitik sowie speziell zur Risikoforschung.
Branscomb erhielt viele Auszeichnungen und Ehrungen. 1966 wurde er Mitglied der American Academy of Arts and Sciences, 1969 Fellow der American Association for the Advancement of Science. 1970 wurde er in die National Academy of Sciences und in die American Philosophical Society aufgenommen. 1974 wurde er Mitglied der National Academy of Engineering. Im Jahr 1979 war er Präsident der American Physical Society. 2001 erhielt er den Vannevar Bush Award. 2003 wurde er zum auswärtigen Mitglied der Russischen Akademie der Wissenschaften gewählt. Er war mehrfacher Ehrendoktor. In der Antarktis sind der Branscomb-Gletscher und der Branscomb Peak nach ihm benannt.

## Schriften (Auswahl)
- J. A. Alic, L. M. Branscomb, H. Brooks, A. Carter, G. Epstein: Beyond Spinoff: Military and Commercial Technologies in a Changing World. Harvard Business School, Cambridge, Mass. 1992, ISBN 978-0-87584-318-6, S. 428.
- L. M. Branscomb (Hrsg.): Empowering Technology: Implementing a U.S. Strategy (= Belfer Center Studies in International Security). MIT Press, Cambridge, Mass. 1993, ISBN 978-0-262-52185-7, S. 304.
- L. M. Branscomb: Confessions of a Technophile (= Masters of Modern Physics. Band 13). Springer, 1994, ISBN 978-1-56396-118-2, S. 258.
- L. M. Branscomb, J. Keller (Hrsg.): Converging Infrastructures: Intelligent Transportation and the National Information Infrastructure. MIT Press, Cambridge. Mass. 1996, ISBN 978-0-262-02407-5, S. 392.
- M. Jones, D. H. Guston, L. M. Branscomb: Informed Legislatures: Coping with Science in a Democracy (= CSIA Occasional Paper Series. Band 11). University Press of America, 1996, ISBN 978-0-7618-0403-1, S. 286.
- L. M. Branscomb, Young. H. Choi (Hrsg.): Korea at the Turning Point: Innovation-Based Strategies for Development. Praeger, 1996, ISBN 978-0-275-95147-4, S. 304.
- L. M. Branscomb, J. H. Keller (Hrsg.): Investing in Innovation: Creating a Research and Innovation Policy That Works. MIT Press, Cambridge. Mass. 1998, ISBN 978-0-262-52267-0, S. 536.
- L. M. Branscomb, F. Kodama, R. Florida (Hrsg.): Industrializing Knowledge: University-Industry Linkages in Japan and the United States. MIT Press, Cambridge, Mass. 1999, ISBN 978-0-262-02465-5, S. 650.
- L. M. Branscomb, P. E. Auerswald: Taking Technical Risks: How Innovators, Executives, and Investors Manage High-Tech Risks. MIT Press, Cambridge, Mass. 2001.
- P. E. Auerswald, L. M. Branscomb, T. M. La Porte, E. O. Michel-Kerjan (Hrsg.): Seeds of Disaster, Roots of Response: How Private Action Can Reduce Public Vulnerability. Cambridge University Press, 2006, ISBN 978-0-521-68572-6, S. 576.